# Parabola GNU/Linux-libre
Parabola GNU/Linux-libre ist eine auf Arch Linux basierende Linux-Distribution, die für die Architekturen x86_64 (64-Bit-x86) und armv7h (32-Bit, ARM32) entwickelt wird. Letztere basiert auf Arch Linux ARM, enthält allerdings ausschließlich freie Software. Statt des generischen Linux-Kernels hat die Distribution den Linux-libre-Kernel mitsamt den GNU-Paketen. Die Entwickler konzentrieren sich auf Einfachheit, die Einbindung der User, sowie darauf, aktuelle freie Software benützen zu können. Parabola GNU/Linux-libre ist bei der FSF als komplett freies Betriebssystem gelistet.
Des Weiteren handelt es sich um eine Rolling-Release Distribution, womit ein System-Update ausreicht, um aktuelle Software-Pakete zu erhalten.

## Geschichte
Parabola wurde ursprünglich im Jahr 2009 von Mitgliedern des IRC-Kanals gNewSense vorgeschlagen. Mitglieder verschiedenster Arch Linux Gemeinschaften, vor allem Spanisch sprechende, haben sich schließlich der Entwicklung, Wartung und Dokumentation von Parabola GNU/Linux-libre angenommen.
Parabola stellte in der Vergangenheit eine MIPS-Portierung zur Verfügung, um den chinesischen Loongson Prozessor zu unterstützen. Aus Mangel an Entwicklern wurde diese Portierung nicht fortgesetzt. Der letzte Commit fand im Juli 2014 statt. Bis Version 2021.08.11 war im „Dual“-x86-ISO auch i686 (32-Bit-x86, IA-32) zusammen mit x64 (64-Bit-x86) enthalten.
Am 20. Mai 2011 wurde die Parabola Distribution zum komplett freien GNU Software-Projekt erklärt, indem es von der Stiftung für freie Software in die Liste komplett freier Betriebssystem aufgenommen wurde.

### Repository-Sicherheit
Parabolas Paketverwaltung Pacman unterstützte bis zur Version 4.0.0 keine signierten Programmpakete. Signierte Pakete und deren Metadaten wurden demnach während des Installationsvorgangs nicht verifiziert. Manipulierte oder gefährliche Paketquellen können die Integrität eines Systems gefährden. Pacman 4 erlaubte es, die Paketquellen zu verifizieren, weshalb seit April 2012 jedes Paket signiert ist.

## Maskottchen

Parabolas offizielle Maskottchen GNU und Bola

Parabolas Künstler erstellten im Mai 2015 ein GNU-Maskottchen. Bezugnehmend auf Don Quijote und Sancho Panza, fügten sie im März 2016 Bola, eine Katze, hinzu, die die Haupteigenschaften der Linux-Distribution repräsentieren soll: elegant, minimalistisch und leicht. Bola bedeutet „Ball“ auf Portugiesisch und ist Teil des Namens Para"Bola".

## Unterschiede zu Arch Linux und Arch Linux ARM
Das Projekt verwendet ausschließlich freie Software von den offiziellen Arch Linux Repositories für die x86-Architektur (i686 und x86_64). Dies gilt nicht für die Paketquellen [alarm] und [aur] der armv7h-Architektur. Proprietäre Software wird, wenn möglich, durch freie Varianten ersetzt. Beispielsweise findet der freie Linux-libre Kernel statt des generischen Linux-Kernels in Parabola Verwendung.
Für die jeweilige Architektur wurden rund 700 Softwarepakete aus den Paketquellen herausgefiltert, um den Anforderungen der Stiftung für freie Software, gerecht zu werden. Auch proprietäre Firmware fehlt, so dass betroffene Grafik-, WLAN- sowie Mobilfunk- und Fernsehempfangkomponenten nicht verwendet werden können.

### Sozialvertrag
Parabola folgt einem eigens aufgesetzten Sozialvertrag, welcher das Projekt als Unterstützung der Freie-Software-Bewegung deklariert, freie Software und Demokratie befürwortet, beziehungsweise proprietäre Software und Entscheidungen bezüglich des Projektes Einzelner ablehnt. Da es sich bei Parabola um eine freie Version von Arch Linux handelt, spricht man sich zusätzlich für dessen Philosophie der Einfachheit aus. Des Weiteren sind im Vertrag die Richtlinien für freie Systemdistributionen von GNU vermerkt, welche Parabola als freie Distribution qualifiziert.

## TalkingParabola
TalkingParabola ist eine Version von Parabola in Anlehnung an TalkingArch. Es handelt sich um ein Parabola Installationsmedium, mitsamt Sprach- und Brailleausgabe für Blinde und andere visuell eingeschränkte Anwender. TalkingParabola beinhaltet alle Pakete der herkömmlichen Version. Zusätzlich sind spezielle Pakete vorinstalliert, welche es für visuell Eingeschränkte möglich machen, Parabola zu installieren und in weiterer Folge zu nutzen.

## Installation
Es gibt zwei Möglichkeiten, Parabola GNU/Linux-libre zu installieren. Zum einen werden Live ISO Dateien zur Verfügung gestellt. Zum anderen können auf einem bereits installierten Arch Linux, die Paketquellen an Parabola angeglichen werden.

## Rezeption
Im Februar 2012 testete Dimitrij D. Czarkoff Parabola für OSNews. Er hatte mit seinem Testgerät – weil es keine freie Firmware gab – mit Hardware Problemen zu kämpfen. Daraus schloss er, dass einige Geräte im Grunde nicht von Parabola unterstützt würden. Des Weiteren kritisierte er den Mangel an Dokumentation, den er vorfand. Abschließend wies er auf ein identes Benutzererlebnis, das er von Arch Linux kannte, hin. Würde es Czarkoffs Hardware erlauben, würde er – unter anderem aufgrund der Auswahl an freier Software – an Parabola festhalten.